# 宗藤大陸

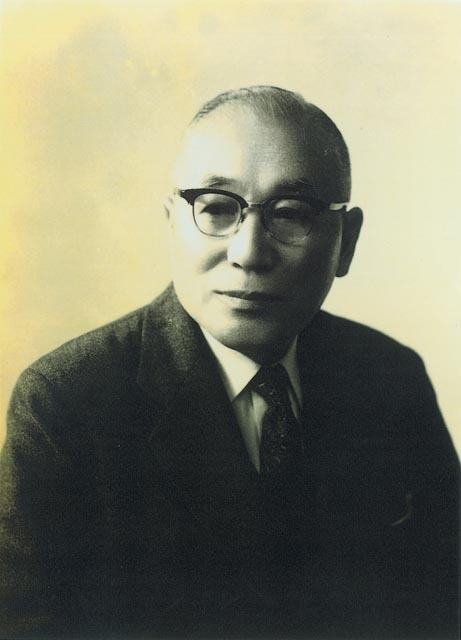
宗藤大陸

宗藤 大陸（むねとう たいろく、1893年（明治26年）4月14日 - 1974年（昭和49年）2月27日）は、大正から昭和時代前期の政治家。台湾総督府官僚。屏東市尹、高雄市尹。北海道函館市長。

## 経歴
岡山県久米郡吉岡村（現在の美咲町）出身。1914年（大正3年）から兵庫県で巡査、巡査部長、警部を歴任。1924年（大正13年）に台湾に渡り、警務局勤務、文教局属、新竹市助役、豊原郡守を歴任。1936年（昭和11年）、屏東市尹に就任し、翌年に高雄市尹に転じた。
退官後、台湾製糖株式会社企画部長、同総務部長、高雄州会議員、屏東商業会議所会頭などを務めた。
戦後は函館市助役を経て、坂本森一の急逝をうけて1947年（昭和22年）に市長に選出された。戦後の函館再建に尽力したが、1955年（昭和30年）の選挙で敗れた。
市長を辞められてからは函館地域のミニコミ誌『タウン誌「街」』で幾度か執筆している。

## 主な施策
- 函館山の観光開発（函館夜景の項目も参照）[7]